# كونستانتين ليفاديتي
كونستانتين ليفاديتي (1 أغسطس 1874 – 5 سبتمبر 1953) كان طبيبًا وعالِم أحياء دقيقة روماني، وشخصية بارزة في مجال الفيروسات وعلم المناعة، خاصةً في دراسة شلل الأطفال والزهري.

## السيرة الذاتية
وُلِد كونستانتين ليفاديتي في مدينة غالاتس. كان والده، سبيريدون ليفاديتيس، ذا أصل يوناني من مقدونيا ويبلغ من العمر ثلاثين عامًا ويعمل موظف في الجمارك. أما والدته، إيوانّا شتيفانِسكو، فكانت تبلغ من العمر ثمانية عشر عامًا، وكانت ابنة فلاحين من فوقشاني. يعود أصل اسم العائلة إلى اسم مدينة ليفاذيا، وهي مدينة تقع على بُعد 150 كيلومترًا شمال أثينا (ليفاديتيس تعني الشخص القادم من ليفاذيا). ذكر الباحث بيير ليبين (1901–1987) أنّ سبيريدون ليفاديتيس كان عضوًا في جمعية الأصدقاء «فيلكي إتيريا»، التي تأسست لتنظيم الثورة اليونانية عام 1821 ضد الإمبراطورية العثمانية بقيادة الأمير ألكسندر إبسيلانتيس. ومع ذلك، بعد أن تخرّج كونستانتين من كلية الطب، غيّر اسم عائلته من ليفاديتيس إلى ليفاديتي، وهي طريقة تهجئة بديلة لاسم المدينة (ليفاذيا تُكتب أيضًا ليفاديا).
عانى كونستانتين ليفاديتي طفولة صعبة بسبب المشكلات المالية التي واجهتها عائلته. التحق في سبتمبر 1880 بالمدرسة الابتدائية «كوزا فودا» في غالاتسي، وفي الوقت نفسه بدأ العمل في متجر عمه ستيفان ستيفانيسكو. بعد وفاة والديه المبكرة عام 1883، تولت عمته إيفروسيني (من عائلة والده) رعايته، واستكمل تعليمه الأساسي في بوخارست. درس في «ثانوية ماتي باساراب» في بوخارست، ثم في «جامعة كارول دافيلا للطب والصيدلة» (1892–1896)، حيث تتلمذ على يد فيكتور بابيش. أتيحت له فرصة التعرف على البيئة الطبية، إذ كانت عمته تعمل في غسيل الملابس في «مستشفى برانكوفينسك» في بوخارست. وهكذا نشأ العالم المستقبلي في أجواء طبية، وكان طالبًا نجيبًا، موهوبًا في الرياضيات، ومحبًا للموسيقى والمسرح. بعد إتمام دراسته الطبية، تخلى ليفاديتي، الذي كان طبيبًا مقيمًا في المستشفى، عن جولات الأقسام لزملائه، وقضى أيامه بأكملها في المختبر. هكذا لاحظه فيكتور بابيش، فأصبح مساعده في «المعهد البكتريولوجي» عام 1897. لكنه قرر الرحيل إلى فرنسا، ووصل باريس في عام 1898. بعد فترة عمل في مختبر الأكاديمي شارل بوشار في «أوتيل ديو»، أصبح عام 1899 مساعدًا لألبرت شاران في «كوليج دو فرانس».
واصل ليفاديتي دراساته العليا عامَي 1900 و1901 في فرانكفورت مع بول إيرليخ، الذي اعتُبر أب «العلاج الكيميائي» الحديث. رشحه الطبيب جون كانتاكوزينوس في ربيع 1901، فحصل على فرصة عظيمة للعمل في مختبر إيلي ميتشنيكوف في «معهد باستور». وفي عام 1902، أكمل أطروحة الدكتوراه بعنوان: «مساهمة في دراسة الخلايا الصارية وخلايا الخلايا الصارية-البيضاء»، والتي اعتُبرت إسهامًا رائدًا في علم الدم. وبعد عامين (1904)، اعترف إميل رو بقدرات ليفاديتي وحماسه، وعيّنه مديرًا لمختبر مستقل في «معهد باستور»، وبقي فيه حتى سن التقاعد. اختياره حُسم، رغم تعلقه العاطفي بوطنه الأصلي رومانيا، فإن فرنسا أصبحت وطنه لأنه وجد فيها ليس فقط وسائل العمل، بل أيضًا الأجواء الفكرية والمناخ الروحي الذي سيتمكن فيه من تحقيق ذاته. عاد إلى رومانيا لفترة قصيرة عام 1903 عندما تزوج هيلين، الابنة الصغرى للدكتور كونستانتين إيستراثي، ثم مرة أخرى عام 1920 كمحاضر ضيف في «جامعة كلوج».
أدت أبحاثه المبتكرة في علم المناعة إلى ترشيحه كأستاذ عام 1924. اقترحه البروفيسور الأمريكي سيمون فلكسنر مديرًا لمعهد «روكفلر للأبحاث الطبية» في نيويورك، لكن ليفاديتي رفض بأدب. في تلك الأثناء، درّس ليفاديتي في جامعات عديدة حول العالم تشمل لندن ومدريد وبرشلونة ونيويورك وفيلادلفيا.
أعمال ليفاديتي هائلة، فقد امتدت لأكثر من نصف قرن وغطت مجالات تبدو منفصلة ظاهريًا، لكنها في الواقع متحدة بسلسلة التفكير المنطقي وتطور البحث. جعلته أطروحة الدكتوراه في الطب عام 1902 اختصاصيًا في علم الخلايا وعالم المناعة، وبذلك يحتفظ ببصمته الخاصة. أخذ علم الأنسجة المرضي مكانة كبيرة في جميع أعماله التجريبية، التي كانت موجهة نحو حل المشكلات المناعية التي تثيرها الأمراض المختلفة التي يدرسها.
كرّس ليفاديتي جزءًا مهمًا من أبحاثه لدراسة الزهري، الوباء الذي عصَف بالقرن العشرين. منذ عام 1907، عندما بدأ التحقيق المنهجي في الأمراض التناسلية، أكد على أهمية دراسة هذه المشكلة واسعة الانتشار. درس ليفاديتي قدرة المتدثرة الشاحبة على غزو الأعضاء المستهدفة، ووصف في الوقت نفسه تقنية تلوين هذه البكتيريا «طريقة ليفاديتي-مانويلان». تتبعا هو وأوغست شارل ماري البكتيريا في جذع دماغ مرضى زهري الجهاز العصبي، وأثبت الاكتشاف قدرة هذا الكائن الحي على التسلل وبذلك فتح آفاقًا جديدة للدراسة التجريبية على الحيوانات. لاحظ الباحثان الرائدان أيضًا ملاحظة بالغة الأهمية، ليس فقط مستضدات المُتدثرة الشاحبة من أعطت تفاعل تثبيت متمم إيجابي، بل حتى مستخلصات الأنسجة الطبيعية من مرضى مصابين بالزهري. ساهمت هذه الملاحظة، إلى جانب تطوير طريقة كشف المصل «اختبار فاسرمان»، في اكتشاف الأجسام المضادة الذاتية وظاهرة المناعة الذاتية.
قدم ليفاديتي في دراساته عن الزهري تقنيات جديدة في علم الأمصال، ووصى باستخدام البزموت في علاجه. حصل على رتبة نقيب عند دخوله الحرب العالمية الأولى كمتطوع وأُرسل للخدمة مع سيارات الإسعاف في «لا بان» (بلجيكا). في هذا السياق، عمل على تطوير لقاح الكزاز ودرس المكورات العقدية في الجروح.
قاد ليفاديتي بأداء استثنائي أبحاثًا حول الفيروسات جعلته مؤسسًا وقائدًا للمدرسة الفرنسية في مجال الفيروسات فائقة الصغر، بالتوازي مع هذه الأعمال التي كانت كافية لشغل وإثراء حياة بأكملها، والتي استمر في متابعتها بعد تقاعده من «معهد باستور» عام 1940 في «معهد ألفريد فورنيه» (الذي تولى إدارته العلمية عند تأسيسه عام 1932).
كان ليفاديتي تقريبًا الأول، ولوقت طويل الوحيد في فرنسا، الذي درس الفيروسات بشكل منهجي. أعماله في هذا المجال عديدة، وكل منها حَفَلَتْ بتحولات تاريخية.
مع ذلك، تظل أبرز إسهامات ليفاديتي للإنسانية تجاربه حول شلل الأطفال ودوره البارز في توضيح العوامل الوبائية المسببة لهذا المرض القاتل. تعاون مع النمساوي كارل لاندشتاينر (الحائز جائزة نوبل عام 1930، والمُعتبر أحد أعلام المناعة الحديثة لاكتشافه نظام فصائل الدم «إيه بي أو» و«الريسوس»). تمحورت مجالات تعاونهما الرئيسية حول دراسة الحمى القرمزية وخاصة شلل الأطفال.
اكتشف بالاشتراك مع كارل لاندشتاينر في عام 1909 وجود فيروس شلل الأطفال في أنسجة غير عصبية. ثم وسّع هذه الدراسات خلال تفشي وباء شلل الأطفال في السويد (عام 1913)، حيث عمل مع باحثين اسكندنافيين (من بينهم كارل أوسكار ميدين)؛ وتمكن من عزل الفيروس باستخدام زراعة الأنسجة، وسجّل ملاحظات قيّمة حول خصائصه. بالمشاركة مع كارل كلينغ، ألّف أول مُصنَّف علمي مخصص لهذا المرض بعنوان: «لا بوليوميليت إيغود إبيديميك» (شلل الأطفال الوبائي الحاد) عام 1913. شكّلت أعماله الأساس لتطوير لقاح شلل الأطفال لاحقًا على يد جوناس سالك وألبرت سابين.